# Геннадий (Алексиадис)
Митрополит Геннадий (греч. Μητροπολίτης Γεννάδιος, в миру Гео́ргиос Алексиа́дис, греч. Γεώργιος Αλεξιάδης; 1868, Месополи, Пруса, Османская империя — 17 марта 1951, Салоники, Греция) — епископ Константинопольской православной церкви, митрополит Фессалоникский.

### Молодость
Георгиос Алексиадис родился в селе Месо́поли региона Пруса, Малая Азия, в 1868 году.
Сегодня в селе живут турки, село является пригородом Бурсы и именуется Айдынпынар и изредка Мисеболу (греческое Месополи на турецкий лад).
Георгиос учился в Халкинской богословской школе, где получил титул учителя православной теологии в 1893 году.

### Начало церковного служения
6 февраля 1893 года был рукоположён в диаконы митрополитом Корчанским Филофеем и направлен в город Комотини, Западная Фракия, в качестве школьного директора и проповедника и оставался там до 1897 года.
В 1897 году был приглашён в Константинополь протосингелом Священного Синода Константинопольского патриархата Хризостомом (Калафатисом), впоследствии ставшего новомучеником митрополитом Смирны Хризостомом, и был назначен заместителем секретаря (1897—1902) и секретарём Синода (1902—1905) при патриархе Иоакиме, который в 1902 году рукоположил его в архимандриты.

### Митрополит Лемносский
9 октября 1905 года Геннадий был рукоположён в митрополита Лемносского.
На Лемносе он развил широкую деятельность и способствовал строительству новых школ и православных храмов и восстановил множество заброшенных церквей и школ, а также построил само здание митрополии.

### Митрополит Фесалоникийский
22 мая 1912 года, незадолго до начала Первой Балканской войны, Геннадий был назначен на Салоникийскую митрополию.
Отмечен в историографии тем, что в октябре 1912 года, наряду с дипломатами европейских государств, содействовал бескровной сдаче Салоник турками греческой армии, во избежание бесцельных жертв среди гражданского населения и разрушения города. Отмечен также своей исторической службой в храме святого Мины по случаю освобождения македонской столицы и присутствовал на всех официальных церемониях встречи и принятия полномочий греческими властями. С особой радостью митрополит Геннадий освящал салоникские церкви, ранее превращённые османами в мечети.
Геннадий верил в Великую идею расширения воссозданного греческого государства на все территории Османской империи, которые сохраняли своё коренное греческое население. Тем более что его родная Вифиния была в числе этих территорий. Однако при всех панегириках в адрес королевской семьи, он считал что только премьер-министр Элефтериос Венизелос был способен осуществить эту «идею».
Как следствие, с началом Первой мировой войны и противостояния короля и премьер-министра и Национального раскола, Геннадий поддержал Э. Венизелоса. Невзирая на военную обстановку, в 1917 году, он создал «Союз переподготовки священников» и в том же году основал теологический журнал Григорий Паламас
Он приложил большие усилия для восстановления сгоревшего в 1917 году во время пожара в Салониках храма Св. Дмитрия, возложив его восстановление на архитектора Аристотелиса Захоса. Ему посчастливилось увидеть завершение восстановления храма 26 октября 1948 года, в день Св. Дмитрия.
В 1922 году, после Малоазийской катастрофы, Греция, и в особенности Македония, приняла свыше 1,5 млн беженцев. Митрополит Геннадий стал президентом салоникского «Центрального комитета беженцев».
После участия в 1928 году на всемирном конгресе «Юношеской христианской ассоциации» (YMCA), он инициировал создание «Христианского братства молодёжи Салоник» (Χριστιανική Αδελφότητα Νέων Θεσσαλονίκης — ΧΑΝΘ), принимая активное участие в его создании и обеспечивая его финансирование среди греческой диаспоры, поскольку финсы разорённой десятилетними войнами страны были плачевными.
В 1930 году митрополит Геннадий председательствовал на Всеправославном конгрессе в Салониках и в 1933 году представлял Элладскую православную церковь, вместе с тогдашним митрополитом Керкирским и впоследствии патриархом Константинопольским Афинагором (Спиру), на Межправославном комитете на Афоне для подготовки программы Всеправославного собора.
Будучи митрополитом Салоник, Геннадий неустанно боролся в своей епархии против пропаганды Свидетелей Иеговы, и (даже) старостильников.
В внутрицерковных вопросах, митрополит Геннадий был сторонником тесной связи епархий т. н. «Новых земель», в частности его епархии, с Константинопольской православной церковью.

## В период оккупации
В период, тройной, германо-итало-болгарской оккупации Греции (1941—1944) митрополит Геннадий создал «Организицию христианской солидарности», для оказания помощи своей страдающей пастве. В период Великого голода (1941—1942) его первой задачей стала организация пунктов выдачи минимального рациона и общепита, для спасения своей голодающей паствы.
Кроме этого, своим личным вмешательством, митрополит спас ряд своих сограждан от расстрела.
Примечательно как Т. Казандзис описывает в своей книге «Последнее убежище» службу митрополита Геннадия в оккупацию: «И тогда появился этот старый платан и своим голосом громовержца обратился к испуганным прихожанам — вставайте против варваров, вставайте против варваров !».

### Против болгарской угрозы
Другим первоочередным вопросом для митрополита Геннадия, как и для населения Салоник, стала болгарская угроза.
Болгарская армия заняла предоставленный ей немцами греческий регион Восточная Македония и Фракия.
Следуя идеологии «Великой Болгарии», болгарское правительство решило, что ему предоставилась возможность получить реванш за поражения во Второй Балканской и Первой мировой войнах. Поставив целью присоединения региона к Болгарии, болгарское правительство проводили политику репрессий против греческого населения на всех уровнях, включая закрытие греческих школ и изгнание греческого духовенства.
Последовал беспрецедентный исход греческого населения из болгарской зоны оккупации в немецкую, который греческий писатель Илиас Венезис отразил в своей ставшей классической книге «Исход» (греч. Έξοδος).
На всём протяжении войны Греческое Сопротивления сковывало 10 немецких дивизий в материковой Греции плюс немецкие силы на Крите и других островах, а также 250 тыс. итальянцев (11-я армия (Италия)).
Необходимость освобождения боевых частей для отправки на Восточный и другие фронты вынудила германское командование предоставить возможность своим болгарским союзникам расширить зону оккупации на греческие регионы Центральная Македония и Западная Македония.
Предвидя эту угрозу, митрополит Геннадий создал и возглавил «Национальный Македонский Совет» («Εθνικό Μακεδονικό Συμβούλιο»).
С появлением информации о германо-болгарских планах, вся подпольная сеть Греческого Сопротивления пришла в движение.
Вступление болгарской армии в Салоники было назначено на 10 июля 1943 года. Митрополит Геннадий провозгласил этот день днём национального траура. Город вымер.
Демонстрация против расширения болгарской зоны оккупации в Афинах и демонстрации по всей стране, невзирая на их разгон немецкими танками и итальянской кавалерией и большое число убитых и раненных, сорвали германо-болгарские планы.
Оккупационные власти осознали, что события ведут к общенациональному взрыву и вовлечению в Сопротивление и антикоммунистических слоёв, отказывавшихся до того сотрудничать по этой причине с Национально-освободительным фронтом.
Расширение болгарской зоны оккупации и освобождение германских сил были сорваны.

### Праведник мира
Первые признаки немецких планов в отношении еврейского населения города проявились в 1942 году, но массовые депортации начались в 1943 году.
Геннадий обратился к своей пастве быть солидарной к своим согражданам евреям, вынужденным оккупационными властями носить жёлтую звезду. К тому же многие из его прихожан были малоазийскими беженцами и познали гонения по национальному или религиозному принципу за два десятилетия до этих событий.
Но в отличие от главного раввина Салоник, Кореца (Rabbi Zvi Koretz), митрополит Геннадий не питал иллюзий о судьбе евреев отправляемых в Польшу и Германию и пытался остановить депортацию.
Как отмечено в издании еврейской общины Салоник, «мы не можем забыть демарши незабвенного митрополита Салоник Геннадия оккупационным властям прекратить депортации».
Митрополит также использовал «лазейку» для спасения евреев принявших христианство и тех кто имел на руках даже поддельные свидетельства о крещении.
Геннадий продолжал свои обращения во всевозможные оккупационные инстанции и, одновременно, в частном порядке и секретно, пытался спасти как можно больше своих еврейских сограждан.
Сотирис Терзис пишет в своей работе «Следуя за поездами Окончательного Решения — Евреи Салоник и митрополит Геннадиос Алексиадис», что немцы внимательно следили за деятельностью митрополита и считали его опасным для них человеком.
За эту свою деятельность митрополит Салоник митрополит Геннадий был признан посмертно (в 1969 году) израильским Яд ва-Шемом Праведником мира.

## Последние годы

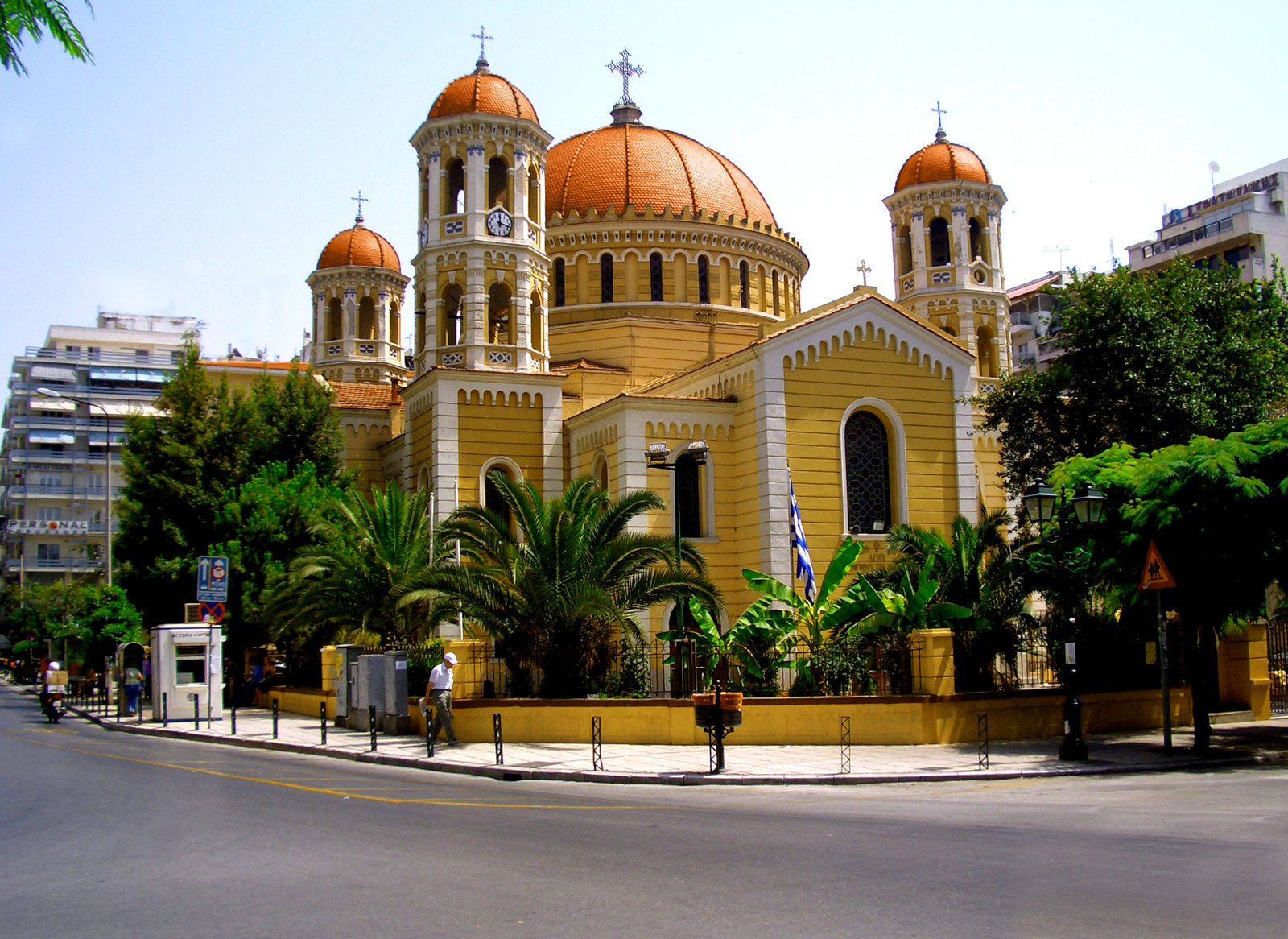
Церковь святителя Григория Паламы в Салониках, место захоронения митрополита Геннадия

Митрополит Геннадий оставался на своей кафедре почти 40 лет, дольше чем любой другой иерарх этой кафедры, и пережил вместе со своей паствой исторические события затронувшие Салоники в первую половину XX века.
Он был не только иерархом, но и активным участником этих событий, в силу чего был награждён Большим крестом Ордена Феникса, Большим крестом Ордена Георга I и Орденом Спасителя второй степени (великий командор).
Митрополит Геннадий умер в Салониках 17 марта 1951 года, был отпет в храме Св. Дмитрия, но похоронен перед храмом Св. Григория Палама
Его именем названа улица в Салониках. Бюсты митрополита Геннадия установлены над его могилой у храма Св. Григория Палама и в епископии Салоник.